# Sarah Castle
Sarah Castle (* 22. Januar 1984) ist eine US-amerikanische Rollstuhlbasketballspielerin und ehemalige Schwimmerin.
Castle nahm 2000 und 2004 als Mitglied der US-amerikanischen Schwimmermannschaft an den Paralympischen Spielen teil. In Sydney gewann sie hierbei eine Silbermedaille in der Disziplin 100 m Brustschwimmen. Eine Schulteroperation 2003 schränkte ihre Schwimmkarriere jedoch erheblich ein und Castle begann sich dem Rollstuhlbasketball zuzuwenden.
Sie studierte an der University of Illinois. Dort spielte sie auch in der Rollstuhlbasketballmannschaft und wurde während ihrer Studienzeit mit dieser Mannschaft dreimal nationaler Meister, nämlich 2003, 2004 sowie 2006. 2005 wurde Castle in die US-amerikanische Rollstuhlbasketballnationalmannschaft der Frauen aufgenommen. Dezember 2006 schloss sie ihr Studium ab und erhielt einen Bachelor in Politikwissenschaft.
Bei den Paralympischen Spielen 2008 in Peking gewann sie mit ihrer Mannschaft eine Goldmedaille.

## Erfolge
- 2005 America’s World Cup in Colorado Springs: Gold
- 2006 IWBF Gold Cup (World Championships) in Amsterdam: Silber
- 2007 Parapan American Games in Rio de Janeiro: Gold
- 2008 Osaka Cup in Osaka, Japan: 1. Platz
- 2008 North American Cup in Birmingham, Alabama: 1. Platz
- 2008 Joseph F. Lyttle World Basketball Challenge in Warm Springs, Georgia: 1. Platz

Sommer-Paralympics
- 2000 Sydney: Silber (100 m Brustschwimmen)
- 2008 Peking: Gold (Rollstuhlbasketball)